# Arlindo Martins Ribeiro
Arlindo Martins Ribeiro (Iguape 31 de março de 1874 - Guarapuava, 30 de junho de 1937) foi um comerciante, fazendeiro e político brasileiro.
Arlindo Ribeiro foi pai do médico Eurico Branco Ribeiro, fundador da Sobrames Nacional.

## Biografia
Arlindo foi o terceiro dos dezenove filhos do coronel (da Guarda Nacional) Diogo Martins Ribeiro e de d. Anna Rufina de Almeida Ribeiro, nascendo no distrito de Serrniha (Iguape), litoral sul paulista, no ano de 1874. Teve uma educação militar, estudando na Escola Naval do Rio de Janeiro, porém, não seguiu a carreira, preferindo aventurar-se no interior dos estados do sul do país na condição de vendedor viajante de firma comercial.
Após percorrer várias cidades em sua atividade comercial e já cansado desta rotina, resolveu fixar residência na cidade de Guarapuava, quando tinha, aproximadamente, 26 anos de idade. Ali conheceu Ermínia Branco e com ela contraiu matrimônio. Logo depois, em sociedade com o sogro, fundou uma firma comercial e em seguida comprou uma fazenda para explorar a pecuária.
Em 1908 foi eleito camarista, cargo que ocupou, consecutivamente, até 1918 e em 1917 pediu licença da Câmara Municipal para assumir uma vaga de deputado estadual na Assembléia Legislativa do Paraná. Assumiu, pela primeira vez, a prefeitura de Guarapuava em 1921, quando era presidente da Câmara e o então prefeito, Romualdo Baraúna, ausentou-se do cargo. Retornou ao cargo de prefeito de Guarapuava, agora como efetivo, em 30 de junho de 1932, quando o interventor do estado, Manoel Ribas, nomeou-lhe para o cargo.

### Falecimento e homenagens
Arlindo Martins Ribeiro faleceu em Guarapuava em 30 de junho de 1937.
A cidade em que foi prefeito, em duas oportunidades, eternizou o nome de Arlindo ao batizar uma de suas vias de Rua Arlindo Ribeiro, além de renomear a antiga Escola de Trabalhadores Rurais para Colégio Agrícola Estadual Arlindo Ribeiro e anos depois para Centro Estadual de Educação Profissional Arlindo Ribeiro.